# Leptogaster megafemur
Leptogaster megafemur är en tvåvingeart som beskrevs av Hull 1967. Leptogaster megafemur ingår i släktet Leptogaster och familjen rovflugor. Inga underarter finns listade i Catalogue of Life.